# 丰湖
丰湖是一个位于中国广东省惠州县的湖泊。